# Numia factaria
Numia factaria är en fjärilsart som beskrevs av Walker 1861. Numia factaria ingår i släktet Numia och familjen mätare. Inga underarter finns listade i Catalogue of Life.